# سی‌اس‌اس موسکوگی
سی‌اس‌اس موسکوگی (به انگلیسی: CSS Muscogee) یک کشتی است که طول آن ۲۲۳٫۵ فوت (۶۸٫۱ متر) می‌باشد. این کشتی در سال ۱۸۶۴ ساخته شد.